# Santa Helena de Goiás (kommun)
Santa Helena de Goiás är en kommun i Brasilien.   Den ligger i delstaten Goiás, i den sydöstra delen av landet, 400 km sydväst om huvudstaden Brasília. Antalet invånare är 36 459.
Följande samhällen finns i Santa Helena de Goiás:
- Santa Helena de Goiás

Omgivningarna runt Santa Helena de Goiás är en mosaik av jordbruksmark och naturlig växtlighet. Runt Santa Helena de Goiás är det ganska glesbefolkat, med 29 invånare per kvadratkilometer.